# Hołodnica
Hołodnica – wieś w Polsce położona w województwie lubelskim, w powiecie bialskim, w gminie Rokitno.
Wieś szlachecka położona była w końcu XVIII wieku w powiecie brzeskolitewskim województwa brzeskolitewskiego. W latach 1975–1998 miejscowość administracyjnie należała do województwa bialskopodlaskiego.
Wieś jest sołectwem w gminie Rokitno. Według Narodowego Spisu Powszechnego z roku 2011 wieś liczyła 140 mieszkańców.
Wierni Kościoła rzymskokatolickiego należą do parafii Trójcy Świętej w Janowie Podlaskim.